# Цукер, Джереми
Джереми Скотт Цукер (род. 3 марта 1996, Франклин-Лейкс, Нью-Джерси) - американский певец и автор песен, наиболее известный своими песнями «Comethru» (2018), «All the Kids Are Depressed» (2018) и «You Were Good to Me» (2019). С тех пор как он впервые начал издавать музыку в 2015 году, Цукер выпустил несколько EP и два полноформатных альбома: «Love Is Not Dying» (2020) и «Crusher» (2021).

## Биография
Родом из Франклин-Лейкс, штат Нью-Джерси, Цукер вырос в музыкальной семье со своими родителями и двумя старшими братьями. Во время учебы в средней школе Рамапо он начал заниматься музыкой в своей спальне, а позже присоединился к группе под названием «Предвещает». Первая песня, которую он когда-либо написал, была на самом деле о боязни высоты его брата. После окончания средней школы он поступил в Колорадский колледж, который окончил в 2018 году со степенью в области Молекулярная биология. Прежде чем писать собственную музыку, его первая работа была инструктором по сноуборду.

## Карьера

### 2015—2019:Beach Island,Breathe,Motions, иglisten
В 2015 году Цукер выпустил свой дебютный EP «Beach Island». В декабре 2016 года он выпустил Breathe со своим прорывным хитом «Bout It». В 2017 году Цукер выпустил «Motions» с песней «Heavy», которую Blackbear позже сделал ремиксом на «Make Daddy Proud» и включил в свой альбом «Digital Druglord». ". Позже Цукер и Blackbear совместно работали над синглом «Talk Is Overrated» на EP Цукера «Idle». Цукер выпустил «Stripped». в феврале 2018 года, а затем Glisten в мае 2018 года. В сентябре 2018 года Цукер выпустил «Summer», который содержит песню «Comethru». Он написал «Comethru» в ответ на окончание колледжа в мае 2018 года и возвращение в дом своего детства в Нью-Джерси.

### 2019—настоящее время:Brent,love is not dying,Brent IIиCRUSHER
В 2019 году Цукер сотрудничал с певицей Челси Катлер над песней «You Were Good to Me». Песня стала лид-синглом их первого совместного EP «Brent», выпущенного 19 апреля 2019 года.
26 июля Цукер выпустил сингл «Oh, Mexico» для своего дебютного альбома «Love Is Not Dying». Последующие синглы «Always, I’ll Care», «Not Ur Friend» и «Julia» были выпущены 7 февраля 2020 г., 28 февраля и 24 марта соответственно, что предшествовало выпуску альбома 17 апреля. Альбом представляет собой автобиографический сборник песен, записанных в Бруклине во второй половине 2019 года. 24 июля он выпустил сингл «Supercuts». Он участвовал в песнях Клэр Розинкранц «Backyard Boy» и «Nothing's the Same» с Александром 23.
15 января 2021 года Цукер и Катлер выпустили «This Is How You Fall In Love» и провели прямую трансляцию шоу «Brent: Live on the Internet», где представили «Brent II», выпущенный 5 февраля. В июне 2021 года Цукер выпустил песни «18» 24 июня, «Honest» 23 июля, «Cry With You» 20 августа и «Therapist» 17 сентября в качестве синглов для своего второго альбома «Crusher». 1 октября 2021 г.

## Влияния
Цукер назвал Blink-182, Джон Биллион, Blackbear, EDEN, Bon Iver, Мак Миллер и Wet как некоторые из его музыкальных влияний.
Его музыку описывают как «сплав органических воздушных битов, пышных звуковых ландшафтов в стиле саундтреков и острого лиризма, достойного Tumblr».
Цукер описывает себя как «социального интроверта».

## Дискография

### EP
- Beach Island (2015)
- Breathe (2015)
- Motions (2016-2017)
- idle (2017)
- stripped. (2018)
- glisten (2018)
- summer, (2018)
- brent (2019)
- brent ii (2021)[8]

### Синглы
- «Melody» (2015)
- «Flying Kites» (2015)
- «Bout it» (с Дэниелом Джеймсом и Бенджамином 0) (2015)
- «Peace Sings» (2016)
- «Weakness» (2016)
- «Paradise» (с Кочевником Циско) (2016)
- «When You Wake Up» (2016)
- «Upside Down» (с Дэниелом Джеймсом) (2016)
- «Idk Love» (2017)
- «All the kids are depressed» (2018)
- «comethru» (2018)[9]
- «You were good to me» (с Челси Катлер) (2019)
- «Oh, Mexico» (2019)
- «Always, i'll care» (2020)
- «Not ur friend» (2020)
- «julia» (2020)